# 綠色貿易
绿色贸易（英語：Green trading）涵盖了各种环境金融产品，像是二氧化碳市场、二氧化硫（酸雨）市场、氮氧化物（臭氧）市场、可再生能源证书和能源效率认证等。所有这些新兴或成熟的环境金融产品市场都有一个共同点，即在新兴的低碳经济中投资清洁能源获利。
世界各国为了促进绿色贸易市场的发展都出台了激励政策，可以帮助各国加速向绿色能源转型。观察碳市场和二氧化硫市场后发现，将环境产品商业化更有可能对环保有利，因为推动减碳变得有利可图，所以商人会把注意力放在那些排放量高且频繁排放的企业。
美国自愿碳市场资助了很多环境科技项目。虽然目前没有强制要求企业减碳，但仍有很多公司正在开发减碳技术以消除对环境的影响。企业对于无法减碳的排放可能会通过碳抵消市场来弥补。因为企业知道自己资助的项目正在开发清洁能源，在未来可以提高能源效率。
2008年11月， Verus Carbon Neutral公司将亚特兰大弗吉尼亚高地的17家企业联合起来建立了美国第一个碳中和地区。他们目前资助了Valley Wood的碳封存项目，该项目是第一个通过芝加哥气候交易所验证的此类项目。

## 分類方式
構成綠色貿易內涵的綠色商品及服務，可分為A、B兩類：
「A類」指直接用於環境保護或恢復之相關商品或服務，如污染防治設備及服務、廢水處理、廢棄物回收再利用、碳儲存技術等。
「B類」則是指自生產、消費、回收、棄置之全生命週期所生對環境及生態之衝擊小於傳統產品的商品或服務，又稱「環境有益商品」(Environmentally Preferable Products, EPP)，可細分為二種：
- 使用不同之材料、設計、製程使其對環境生態之衝擊減少，如各種節能家電，使用自然纖維（黃麻、竹）製成之紡織品，綠色食品等。
- 使用全新之材料、元素、技術所開發之傳統商品的替代物，如LED燈泡、太陽能電池、電子紙等。

## 綠色貿易與一般貿易的差別
- 綠色貿易除受價格及功能的影響外，並且受其「綠色」（環境友善）程度的影響。
- 綠色貿易的比較利益不單取決於生產成本，而取決於生產成本及環境成本之總和。
- 綠色貿易為提升環境品質之手段之一，而環境是公共財，因此政府介入綠色貿易之程度甚深。
- 綠色貿易提供綠色商品和服務，已經成為企業社會責任的一部分，影響大企業的國際採購政策。
- 綠色貿易將重新定義國家競爭力，國際貿易規則也可能因此重寫。

## 外部連結
- 中華民國經濟部推動綠色貿易專案辦公室-台灣綠色貿易網 （页面存档备份，存于）